# Hellinsia caraca
Hellinsia caraca – gatunek motyla z rodziny piórolotkowatych.

## Taksonomia
Gatunek ten opisany został po raz pierwszy w 2016 roku przez Ceesa Gielisa na łamach „Boletín de la Sociedad Entomológica Aragonesa”. Jako lokalizację typową wskazano Caraçę w brazylijskim stanie Minas Gerais.

## Morfologia
Motyl osiągający 16 mm rozpiętości skrzydeł. Głowę ma głównie jasnoochrową, ale ciemię jest bladobrązowe z rozproszonymi łuskami białymi. Krótko orzęsione czułki są ochrowobrązowe z nielicznymi łuskami białymi i ciemnobrązowymi przy nasadzie. Sterczące głaszczki wargowe mają szarobiały z wmieszanymi łuskami czarnobrązowymi wierzch oraz czarnobrązowy z wmieszanymi łuskami szarobiałymi spód. Tegule są rdzawoochrowe. Tułów jest rdzawoochrowy z bladordzawym przodem, ochrowobiałym środkiem i sterczącymi, rozdwojonymi łuskami bladoochrowymi w kołnierzu. Skrzydło przednie powcinane jest do ⅔ długości. Ubarwienie wierzchu ma jasnordzawobrązowe z ciemnobrązowymi kropkami, spód szarobrązowy z ciemną plamką, a strzępinę brązowoszarą z ciemnobrązową łatką w części analnej. Skrzydło tylne jest brązowoszare z rdzawoczarnymi łuskami na żyłkach.
Samiec ma niesymetrycznie zbudowane walwy – lewa ma krótki wyrostek sakularny z rozszerzoną podstawą, a prawa ma ów wyrostek długi i smukły, w 2/5 długości zaopatrzony w guzkowate rozszerzenie. Poza tym jego genitalia cechują się dwupłatowym tegumenem, tak długim jak on i dość tęgim unkusem, smukłą u nasady jukstą z niesymetrycznymi ramionami anellusa, wąskim i łukowatym winkulum oraz zakrzywionym pośrodku i bardzo słabo ku szczytowi zwężającym się edeagusem o cierniach w postaci delikatnych sklerotyzacji.

## Ekologia i występowanie
Owad neotropikalny, endemiczny dla Brazylii, znany tylko z lokalizacji typowej. Odnaleziony w październiku na rzędnych 1300 m n.p.m.